# Priorat de Comberoumal
El priorat de Comberoumal està situat a la comuna de Saint-Beauzély (occità: Sent Bausèli), al departament francès de l'Avairon. Pertanyia a l'orde monàstic dels grandmontans (o grammontesos) fundat al voltant de 1076 per sant Esteve de Thiers, basant-se en les regles de sant Benet, de sant Agustí i en l'austeritat. Aquesta austeritat va fer que els màxims dirigents dels seus centres fossin priors, no van tenir abats fins que Joan XXII els va reformar.

## Història

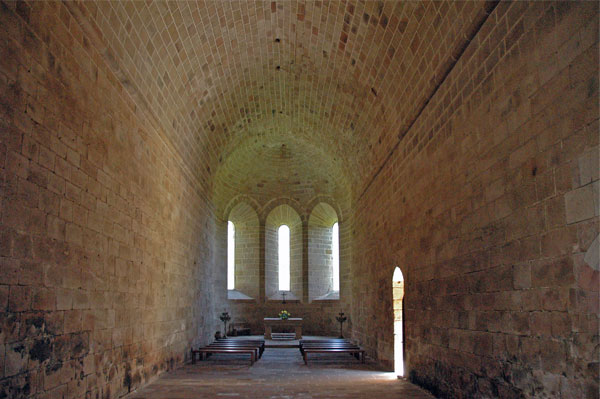
L'església

La cel·la de Comberoumal fou fundada pels comtes de Rodés (Avairon) abans del 1189. Poc després, el 1193, Alfons el Cast els va donar uns molins per la seva subsistència, donació confirmada pel seu fill Pere el Catòlic, que a més li va oferir protecció (1206). El 1289 la comunitat va vendre els molins per adquirir-ne uns de més propers, a més de bestiar i l'explotació dels boscos.
Consta que el 1285 la comunitat tenia quatre membres i que el 1317 (quan es va reformar l'orde) el lloc fou unit amb el priorat de Sant Michel de Grandmont.
Al segle xv el cenobi va patir destrosses efectuades pels soldats mercenaris que participaven en la Guerra dels Cent Anys. Tot i la seva independència del bisbat, François d'Estaing, bisbe de Rodés, va visitar el cenobi el 1507.
Durant el segle xvii es van fer obres de restauració, però en una visita del 1668, el lloc consta abandonat. El 1768 la comunitat tenia dos membres i a causa de la Revolució fou venut, el 1791. El 1820 va passar a mans de la família que encara actualment és la propietària.

## Els edificis

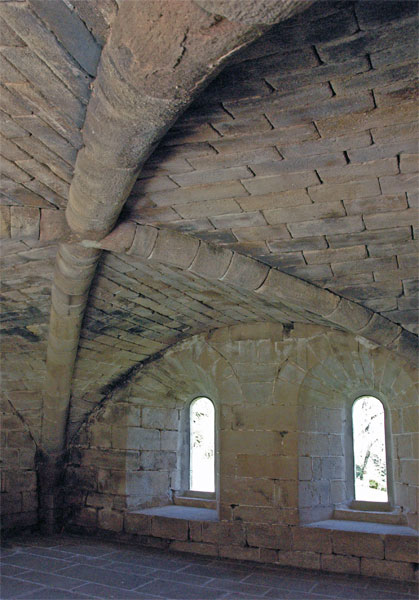
La sala capitular

Una part del complex monàstic s'ha restaurat i una altra continua adaptada com a residència dels propietaris.
L'edifici més interessant és l'església, que seguint els costums de l'orde dels grandmontans, és molt austera. Es tracta d'una nau rectangular, sense decoració, amb tres finestrals a l'absis semicircular i un altre al mur del fons. Està coberta amb volta apuntada, separada dels murs per una motllura. La porta principal, també apuntada, té dos columnes amb capitells simples a cada banda. Una segona porta dona pas al claustre.
El claustre ha desaparegut, únicament es conserva el pati on està situat. Al cantó de llevant i a tocar de l'església hi ha el pas cap al cementiri, al seu costat la sala capitular, amb una façana amb tres arcades separades per columnes. Més enllà se situa el celler. Al pis superior hi havia el dormitori dels monjos.
Els edificis dels altres dos costats del claustre s'utilitzen com a residència particular.

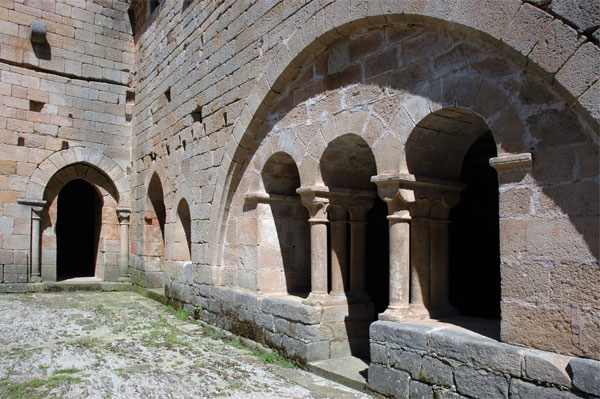
Entrada a la sala capitular
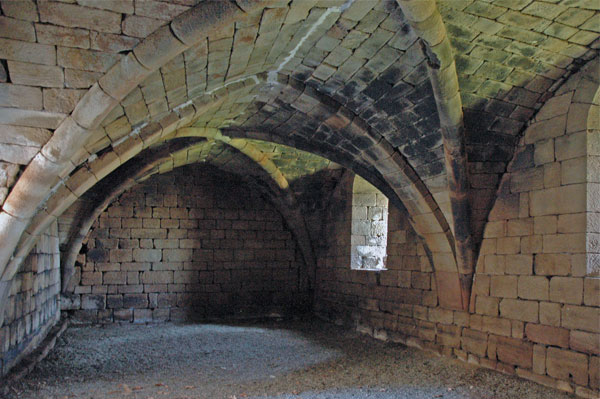
El celler